# 7-trins-skalaen
7-trins-skalaen, 12-skalaen eller bare den nye karakterskala er betegnelserne for den karakterskala, der i 2006 afløste den tidligere ti-trins-skala (13-skalaen). Syv-trins-skalaen er siden skoleåret 2006/2007 blevet brugt til at måle og angive elevers præstationer i folkeskolen og STX, HHX, HTX og HF. Studerende på STX's 3. år samt universitetsstuderende tog denne skala i brug fra efterårssemesteret 2007.

## Praksis
De syv trin på karakterskalaen er -3, 00, 02, 4, 7, 10 og 12. Karaktererne -3 og 00 er ikke bestået, mens de andre er bestået i varierende grad, med 12 som den bedste karakter. Karaktererne gives ud fra følgende definitioner:
- 12: For den fremragende præstation. Karakteren 12 gives for den fremragende præstation, der demonstrerer udtømmende opfyldelse af fagets/fagelementets mål, med ingen eller få uvæsentlige mangler.
- 10: For den fortrinlige præstation. Karakteren 10 gives for den fortrinlige præstation, der demonstrerer omfattende opfyldelse af fagets/fagelementets mål, med nogle mindre væsentlige mangler.
- 7: For den gode præstation. Karakteren 7 gives for den gode præstation, der demonstrerer opfyldelse af fagets/fagelementets mål, med en del mangler.
- 4: For den jævne præstation. Karakteren 4 gives for den jævne præstation, der demonstrerer en mindre grad af opfyldelse af fagets/fagelementets mål, med adskillige væsentlige mangler.
- 02: For den tilstrækkelige præstation. Karakteren 02 gives for den tilstrækkelige præstation, der demonstrerer den minimalt acceptable grad af opfyldelse af fagets/fagelementets mål.
- 00: For den utilstrækkelige præstation. Karakteren 00 gives for den utilstrækkelige præstation, der ikke demonstrerer en acceptabel grad af opfyldelse af fagets/fagelementets mål.
- -3: For den ringe præstation. Karakteren -3 gives for den helt uacceptable præstation.

Over tid bør karaktererne på landsplan fordeles med middelkarakteren 7 med følgende procentvise vægt på hver karakter. Der er ingen krav til hvor mange elever, der skal dumpe faget, hvorfor 00 og -3 ikke er med i denne fordeling:
| Karakter | Andel |
| -------- | ----- |
| 12       | 10%   |
| 10       | 25%   |
| 7        | 30%   |
| 4        | 25%   |
| 02       | 10%   |

## Historie
Begrundelsen for at indføre en ny karakterskala var, at 13-skalaen var for usammenlignelig med den internationale ECTS-skala (A, B, C, D, E, Fx, F), dels fordi 13-skalaen havde for mange trin, dels fordi man ikke skønnede at udlandet kunne omregne en undtagelseskarakter som 13-tallet. ECTS-skalaen og 7-trins-skalaen kan sammenlignes på følgende måde:
| ECTS-skala | 7-trinsskala |
| ---------- | ------------ |
| A          | 12           |
| B          | 10           |
| C          | 7            |
| D          | 4            |
| E          | 02           |
| Fx         | 00           |
| F          | -3           |

Med afskaffelsen af undtagelseskarakteren 13, mente man, at det ville være nemmere for danske studenter at søge ind på uddannelser i udlandet, og konverteringen af udenlandske karakterer til danske ville være mere retvisende. F.eks. blev en topkarakter i den internationale skala ofte ligestillet med en karakter på 13 i 13-skalaen, selv om den nok snarere skulle ligge omkring de 11. Omvendt blev det anført, at danske ansøgere til udenlandske uddannelser blev afvist, fordi man nogle steder fandt det betænkeligt, når folk ikke havde fået topkarakter i alle relevante fag, hvilket var svært at opnå efter 13-skalaen, men ikke usædvanligt efter ECTS-skalaen.
Det kan bemærkes, at f.eks. IB siden grundlæggelsen i 1968 har benyttet en 7-trins-skala med trinene 1, 2, 3, 4, 5, 6 og 7, hvor de beskrivende ord knyttet til hvert trin svarer nøje til ECTS-skalaen. Dog ligger beståelses-grænsen (forstået som kravene for at opnå et diplom) højere, omkring et snit på 4, og danske merit-regler sidestiller ikke de to skalaer.
Da 7-trins-skalaen blev indført regnede man de studerendes gennemsnit, givet efter den gamle 13-skala, om til den nye skala efter en tabel givet af Undervisningsministeriet:
| Gammel 13-skala | Ny 7-trinsskala |
| --------------- | --------------- |
| 13 11           | 12              |
| 10              | 10              |
| 9 8             | 7               |
| 7               | 4               |
| 6               | 02              |
| 5 03            | 00              |
| 00              | -3              |